# 延安路街道 (遵义市)
延安路街道，是中华人民共和国贵州省遵义市红花岗区下辖的一个乡镇级行政单位。

## 行政区划
延安路街道下辖以下地区：
延安路口社区、聚泉阁社区、乌江电厂社区、松桃路社区、较场坝社区、雷台山社区、金狮山社区和金银新村社区。